# Manfred Kochen
Manfred Kochen (4. července 1928 Vídeň – 7. ledna 1989 Colorado) byl teoretik, učitel a jeden z nejvlivnějších vědců té doby v oblasti informační vědy.

## Život a kariéra
Manfred Kochen se narodil 4. července 1928 ve Vídni. Jako mladík uprchl se svojí rodinou před nacisty do New Yorku. Zde nastoupil na Brooklinskou střední školu technickou, kde v roce 1947 získal diplom z mechaniky. V roce 1950 obdržel bakalářský titul z fyziky na MIT (Massachusettský institut technologií) v Cambridge. Poté dva roky spolupracoval s Johnem von Neumannem jako analytik v Institutu moderních studií na Princetonu. V roce 1954 se oženil se svojí ženou Paulou. V roce 1955 získal titul PhDr. z matematiky na Kolumbijské univerzitě v New Yorku, poté pokračoval v postgraduálním studiu na Hardvarské univerzitě v Camebridge (1955–1956), kde pracoval na matematických modelech chování.
V letech 1956–1964 pracoval jako výzkumný pracovník v oboru matematiky ve výzkumných laboratořích organizace IBM (International Business Machines Corporation) Thomase J. Watsona v New Yorku. V době před jeho smrti zastával mnoho funkcí - profesor informačních věd na katedře psychiatrie; externí profesor počítačových a informačních systémů na Obchodní akademii; předseda sociotechnologických městských systémů v doktorském programu Technologické a environmentální plánování na Michiganské univerzitě.
Jeho vědecký zájem byl velmi rozsáhlý – informační věda, kognitivní vědy, výpočetní a sociální sítě, informační ekonomie, informatika, umělá inteligence a další.
V roce 1989 náhle zemřel v Coloradu.

### Kochen jako konzultant
Manfred Kochen dlouhou dobu pracoval jako konzultant. Mezi lety 1945–1955 pracoval na částečný úvazek ve spektroskopii, aeroelasticitě nebo fotogrammetrii. V 60. letech byl konzultantem v RAND (Research and Development corporation – Společnost pro výzkum a vývoj), v laboratořích RCA (Radio Corporation of America), v United Aircraft Corporation (letecká společnost) a v EUROATOMU v Ispře v Itálii.
V letech 70. byl konzultantem v Agentuře moderních výzkumných projektů, v Národním institutu vzdělávání, ve Vědeckém centru v Berlíně a v oddělení vědy a technologie při Národní vědecké nadaci (NSF). V roce 1989 potom poskytl své služby Kongresové knihovně ve Washingtonu.

### Kochen jako člen společností a organizací
Manfred Kochen byl nejenom profesorem a konzultantem, ale stal se i významným členem hned několika vědeckých společností, například Americká asociace pro rozvoj vědy (AAAS), Americká matematická společnost, Americká fyzikální společnost, Sigma Xi a organizace ASIS (American Society for Information Science), tedy Americká společnost pro Informační vědu, kde byl v roce 1987 navržen na post prezidenta.

## Dílo
V roce 1978 vydal ve spolupráci s I. De sa Poolem esej Contacts and influence,ve které se zabývali vztahy mezi lidmi. Vyvrátili zde tézi Frigyese Karinthy (1929), že lidé nejsou spojeni více než 6 osobními vazbami. Kochen a Sa Pool pomocí matematických modelů pravděpodobnosti došli k prohlášení – pokud skupina lidí je rovná N, jaká je pravděpodobnost, že každý člen ze skupiny N je spojen s dalším členem přes 1,2,3... odkazy.Tato práce byla podkladem pro rozvoj sociálních sítí, ale zároveň vyvolala více otázek než odpovědí.